# Astrid Njalsdotter
Astrid Njalsdotter, morte en 1060 est reine de Suède par son mariage avec le roi Emund de Suède. 

## Origine
La seule source évoquant Astrid est la Hervarar saga ok Heiðreks, qui indique  qu'elle est la fille de
Njal Finnsson du Halogaland. 
Dans les autres sources scandinaves il apparait que  Njal Finnsson est le fils de Gunhild Halvdansdotter de la famille de  Skjalga, un descendant en ligne cognatique de  Harald Fairhair, le premier souverain de Norvège et un membre allégué de la  dynastie des Yngling. Selon la  saga, elle donne naissance à Stenkil (mort en 1066) qui dévient Jarl en Suède et hérite ensuite du royaume vers 1060. Puisque ses petits fils les rois suédois Halsten et Inge l'Ancien, doivent être nés vers 1050-1060, son union probable doit intervenir dans les décennies 1020 ou 1030. Rien d'autre n'est connu d'elle.

## Possible reine
Le chroniqueur allemand Adam de Brême écrit que Stenkil était soit le beau-fils (privignus) ou le neveu (nepos) de son prédécesseur le roi  Emund le Vieux (c. 1050-c. 1060). Sur ces bases il est parfois avancé que Astrid Njalsdotter avait épousé en premières noces Ragnvald Ulfsson et ensuite Emund, dont aucune autre femme n'est connue. Ce qui permettrait d'expliquer le caractère obscure de la succession dynastique suédoise vers 
c. 1060, à l'époque ou la Dynastie de Munsö d'origine viking disparait.
La Hervarar saga ok Heiðreks précise que Stenkil hérite du trône du droit de son épouse Ingamoder, qui est une fille d'Emund. Les historiens contemporains mettent en doute cette assertion.